# Kaposvári Szakképzési Centrum Noszlopy Gáspár Közgazdasági Szakgimnáziuma
A Kaposvári Szakképzési Centrum Noszlopy Gáspár Közgazdasági Szakgimnázium Kaposvár megyei jogú város egyik szakközépiskolája.

## Történet
1948-ban megtörtént a Felső Kereskedelmi Iskola államosítása. A következő években kereskedelmi tagozatokat is indítottak. 1961-ben nevezték el Noszlopy Gáspárról az iskolát. A Kereskedelmi Szakközépiskola és a Közgazdasági Szakközépiskola 1971-re szétváltak egymástól.
1971-ben költözött az iskola mai helyére, Noszlopy Gáspár Közgazdasági Szakközépiskola névvel. Az 1980-as években elindították a számítástechnikai képzéseket. Az iskola mára ECDL vizsgaközpont. 1986-ban Somogy megye Pedagógiai Díjjal tüntette ki érdemeiért az intézményt.
1990-es évek: informatika, közgazdaság, kereskedelem-marketing, üzleti adminisztráció és ügyviteli területeken folyt képzés az iskolában. Megnőtt az idegen nyelv szerepe is. A képzés struktúrája is megváltozott, négy évesről öt évesre változott a képzés, alap- közép- és felsőfokú képesítést is nyújtott az iskola. 1998-ban adták át az új tanirodát és iskolai könyvtárat.
2004-től magyar-német két tannyelvű képzést indítanak. A Budapesti Gazdasági Főiskolával és a Kaposvári Egyetemmel együttműködve felsőfokú szakképzés is folyik az iskolában.  2015. július 1-étől az intézmény, szakgimnáziumként átkerült a Nemzetgazdasági Minisztérium alárendeltségében működő Kaposvári Szakképzési Centrum fenntartásába